# Tende
Tende település Franciaországban, Alpes-Maritimes megyében. Lakosainak száma 1898 fő (2022. január 1.). Tende Belvédère, Fontan, Saorge, La Brigue, Briga Alta és Limone Piemonte községekkel határos.

## Népesség
A település népessége az elmúlt években az alábbi módon változott:
| Lakosok száma | 2053 | 1954 | 2089 | 2025 | 2157 | 2174 | 2178 | 2166 | 2144 | 1898 |
|               | 1968 | 1982 | 1990 | 2006 | 2013 | 2015 | 2017 | 2019 | 2020 | 2022 |